# Chersadaula ochrogastra
Chersadaula ochrogastra är en fjärilsart som beskrevs av Edward Meyrick 1923. Chersadaula ochrogastra ingår i släktet Chersadaula och familjen praktmalar, Oecophoridae. Inga underarter finns listade i Catalogue of Life.